# 페이스 블라인드
《페이스 블라인드》(영어: Faces in the Crowd)는 캐나다, 미국, 영국에서 제작된 쥘리앵 마냐 감독의 2011년 범죄 스릴러 영화이다. 밀라 요보비치, 줄리언 맥맨 등이 출연하였고, 케빈 더월트 등이 제작에 참여하였다.

## 출연진
- 밀라 요보비치
- 줄리언 맥맨
- 다비드 아트락치
- 마이클 섕크스
- 세라 웨인 캘리스
- 샌드린 홀트
- 메리앤 페이스풀
- 앤서니 렘키
- 넬스 레너슨
- 데이비드 잉그럼
- 애덤 존 해링턴
- 세바스티앵 로베르츠

## 기타 제작진
- 미술: 캐시 매코이, 스콧 러셀